# Brotha Lynch Hung
Kevin Danell Mann (Sacramento, 10 de janeiro de 1969), cujo nome artístico é Brotha Lynch Hung, é um rapper e produtor musical estadunidense.
Ele é conhecido por ser um dos precursores do Horrorcore, um subgênero do Gangsta Rap.

## Discografia
- Season of da Siccness (1995).
- Loaded (1997).
- EBK4 (2000).
- The Virus (2001).
- Appearances: Book 1 (2002).
- Remains: Book II (2002).
- Book III (2002).
- Lynch by Inch: Suicide Note (2003).
- The Ripgut Collection (2007).
- Snuff Tapes (2008).
- Dinner and a Movie (2010).
- Coathanga Strangla (2011).
- Ripgut Collections Two (2011).
- Mannibalector (2013).
- Anthropophagy (2013).